# Hymn till Sovjetunionen
Hymn till Sovjetunionen (ryska: Государственный гимн Советского Союза, tr. Gosudarstvennyj Gimn Sovetskogo Soyuza, IPA: [ɡəsʊˈdarsʲtʲvʲɪnːɨj ˈɡʲimn sɐˈvʲɛtskəvə sɐˈjuzə]) var Sovjetunionens nationalsång från 1944, då den ersatte Internationalen, tills unionens upplösning 1991. 
Musiken komponerades av Aleksandr Aleksandrov, och texten skrevs av Sergej Michalkov. Efter Sovjetunionens upplösning använde Ryssland under 1990-2000 Den patriotiska sången som ny rysk nationalsång, men under president Vladimir Putin beslutades det 2000 att återinföra Sovjetunionens nationalsång, men med namnet Ryska federationens hymn och med ny text. Även den nya texten skrevs av Michalkov. 

## Textrevision
Den första versionen av Sovjethymnen, som fastställdes av Politbyrån den 14 december 1943, innehåller ett lovprisande av Stalin. I den andra versionen, som antogs av Högsta sovjet den 27 maj 1977, hade man tagit bort Stalins namn helt och hållet. Den svenska översättningen är gjord av Ralf Parland
.
| Ryskt original | Transkription | Svensk översättning |
| --- | --- | --- |
| Союз нерушимый республик свободных Сплотила навеки Великая Русь. Да здравствует созданный волей народов Единый, могучий Советский Союз! Славься, Отечество наше свободное, Дружбы народов надежный оплот! Партия Ленина – сила народная Нас к торжеству коммунизма ведет! Сквозь грозы сияло нам солнце свободы, И Ленин великий нам путь озарил: На правое дело он поднял народы, На труд и на подвиги нас вдохновил! Славься, Отечество наше свободное, Дружбы народов надежный оплот! Партия Ленина – сила народная Нас к торжеству коммунизма ведет! В победе бессмертных идей коммунизма Мы видим грядущее нашей страны, И Красному знамени славной Отчизны Мы будем всегда беззаветно верны! Славься, Отечество наше свободное, Дружбы народов надежный оплот! Партия Ленина – сила народная Нас к торжеству коммунизма ведет! | Sojuz njerusjimyj respublik svobodnych Splotila navjeki Velikaja Rus'!. Da zdravstvujet sozdannyj volej narodov Jedinyj, mogutjij Sovjetskij Sojuz! Slavs'ja, Otetjestvo nasje svobodnoje, Druzjby narodov nadjozjnyj oplot! Partija Lenina – sila narodnaja Nas k torzjestvu kommunizma vedjot! Skvoz' grozy sijalo nam solntse svobody, I Lenin velikij nam put' ozaril: Na pravoje delo on podnjal narody, Na trud i na podvigi nas vdochnovil! Slavs'ja, Otetjestvo nasje svobodnoje, Druzjby narodov nadjozjnyj oplot! Partija Lenina – sila narodnaja Nas k torzjestvu kommunizma vedjot! V pobede bessmertnych idej kommunizma My vidim grjadusjtjeje nasjej strany, I Krasnomu znameni slavnoj Ottjizny My budem vsegda bezzavetno verny! Slavs'ja, Otetjestvo nasje svobodnoje, Druzjby narodov nadjozjnyj oplot! Partija Lenina – sila narodnaja Nas k torzjestvu kommunizma vedjot! | De folkstyrda staternas enade välde för sekler befäst av vår ryska nation vår hyllning vi bringa för frihetens seger vår stolta, vår mäktiga Rådsunion Hell dig, o fosterland, frihetens fosterland löftet om folkens förbrödring och fred framtidens trosbanér, frihetens folkbanér tänd oss till seger, mot seger oss led I natt och i mörker oss friheten lyste och Lenin den starke oss visade väg i Stalin vi växte till trohet mot folket till dåd och till framsteg han vände vår håg * Hell dig, o fosterland, frihetens fosterland löftet om folkens förbrödring och fred framtidens trosbanér, frihetens folkbanér tänd oss till seger, mot seger oss led Vi härdats i strid och med blicken mot döden vår ovän får känna vår drabbande hand i kampen gestaltar vi seklernas öden den seger som gryr får vårt fädernesland Hell dig, o fosterland, frihetens fosterland, löftet om folkens förbrödring och fred framtidens trosbanér, frihetens folkbanér tänd oss till seger, mot seger oss led |

*) Översättningen av denna vers avser inte den version av Sovjethymnen som finns i vänsterspalten.